# Internacional de la Juventud Socialista
La Internacional de la Juventud Socialista fue la rama juvenil de la Internacional Obrera y Socialista. Fundada en 1923 y disuelta en 1940 por el inicio de la Segunda Guerra Mundial. Posteriormente se crearía la IUSY (1946) que se considera su continuadora. Nombres en otros idiomas: Sozialistische Jugend-Internationale (alemán), Internationale de la Jeunesse Socialiste (francés) y Socialist Youth International (inglés)
Secretario General fue Erich Ollenhauer (1923-1940). La secretaria tuvo sus sedes en Berlín (1923-1933), Praga (1933-1938) y París (1938-1940)
Sus antecedentes están en dos organizaciones paralelas, formadas tras el quiebre de la Unión Internacional de Organizaciones Juveniles Socialistas (IVSJO) ocurrido tras la revolución bolchevique (1917) cuando se crea posteriormente la Internacional de la Juventud Comunista (1919) y las siguientes organizaciones socialdemócrata de la juventud:
- Unión Internacional de Organizaciones de la Juventud Socialista (Internationale Arbeitsgemeinschaft Sozialistischer Jugendorganisationen en alemán) afiliada a Unión de Partidos Socialistas para la Acción Internacional (UPSAI). Funda en un congreso realizado entre el 26 y 28 de febrero de 1921 en Viena. Su secretario fue Karl Heinz.
- Internacional de Juventudes Obreras (Arbeiter-Jugend-Internationale en alemán), afiliada a la Segunda Internacional. Funda en un congreso realizado entre el 12 y 13 de mayo de 1921 en Ámsterdam. Su secretario fue Erich Ollenhauer y la sede de la organización estuvo en Berlín.

Posteriormente ambas organizaciones, al crearse la Internacional Obrera y Socialista acuerdan fusionar durante un congreso realizado entre el 23 y 27 de mayo de 1923 en Hamburgo.

## Congresos de la Internacional de la Juventud Socialista
- I- 23 y 27 de mayo de 1923, Hamburgo (Alemania)
- II – 26 y 29 de mayo de 1926, Ámsterdam (Países Bajos)
- III- 16 al 18 de julio de 1929, Viena (Austria)
- IV- 9 al 11 de octubre de 1934, Praga (Checoslovaquia)
- V – 24 al 27 de agosto de 1935, Copenhague (Dinamarca)
- VI- 30 de julio al 2 de agosto de 1939, Lille (Francia)

- Datos: Q7551837